# 宝来町停留場
宝来町停留場（ほうらいちょうていりゅうじょう）は、北海道函館市宝来町21番先（往線）・宝来町10番地先（復線）にある函館市企業局交通部（函館市電）宝来・谷地頭線の停留場である。駅番号はY24。

## 歴史
- 1913年（大正2年）6月17日 - 蓬莱町停留場として開業。
- 1936年（昭和11年）9月15日 - 移設。同時に東雲線の分岐駅となる[2]。
- 1965年（昭和40年）7月1日 - 宝来町停留場と改称[2]。
- 1992年（平成4年）4月1日 - 東雲線が廃止[2]。
- 2009年（平成21年）1月30日 - かねてから行われていた停留場の改築が完了し、供用開始。[3]

## 構造
- 対面式2面2線（交差点の中心を点対称にホームが設置されている）
- 往線・復線共にバリアフリー対応で上屋が設置されている。
- 往線ホーム（谷地頭方面）の十字街側には衝突防止用のラバーポール（ガイドポスト）が設置されている。

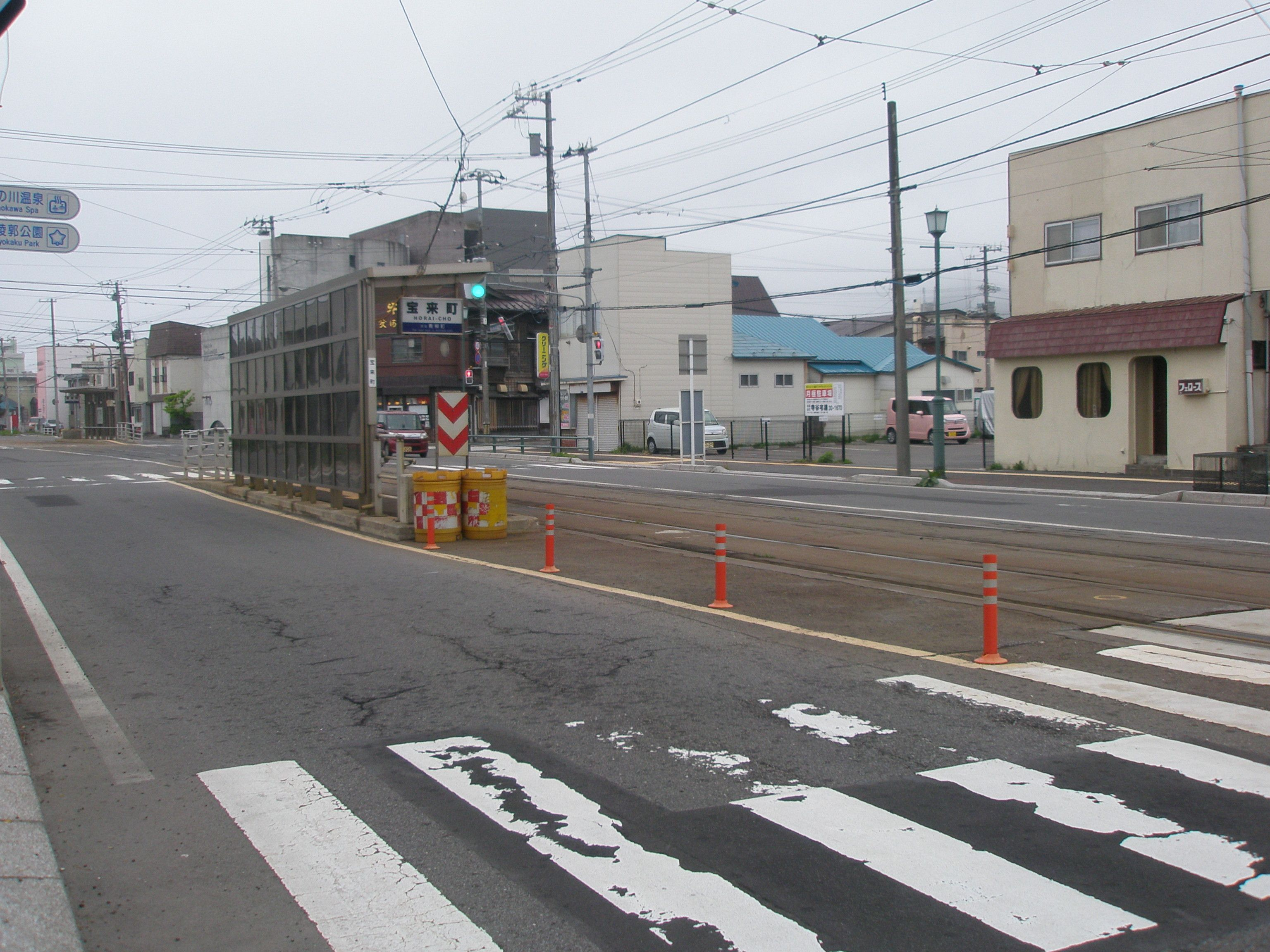
宝来町停留場・往線側ホームと、それに近接する衝突防止用ラバーポール（ガイドポスト）の設置状況（2017年5月撮影）

## 周辺
- 北海道道675号立待岬函館停車場線
- 函館宝来郵便局
- 函館市公民館
- 高田屋嘉兵衛像
- 高田屋屋敷跡
- 高田屋通
- 函館護国神社
- 亀井勝一郎文学碑
- 千秋庵総本家
- すき焼 阿佐利本店
- 函館山ロープウェイ山麓駅 - 高田屋通をのぼる。専用駐車場付近には、江戸時代に南部陣屋があった
- 函館バス、函館タクシー（函館帝産バス）「宝来町」停留所[4][5]

## その他
- 1992年3月31日までは東雲線（宝来町 - 松風町 1.6km）が分岐しており[2]、1系統（駒場車庫前 - 函館どつく前）の電車が運行されていた。
- 2009年1月にバリアフリー化を含む改良が行われるまでは往線ホームが長かった。これは電車専用信号とポイント操作する都合でホーム前側が2系統、後ろ側が1系統と乗り場が区別されていた時代の名残であった。
- 渡り線も設置されていたことから事故や故障など大幅遅延発生の際には宝来町折り返しの臨時便も運行されていた。

## 隣の停留場
函館市企業局交通部
宝来・谷地頭線
十字街停留場 (DY20) - 宝来町停留場 (Y24) - 青柳町停留場 (Y25)

### 廃止路線
函館市交通局
東雲線
宝来町停留場 - 栄町停留場